# Reprezentacja Wenezueli w baseballu mężczyzn
Reprezentacja Wenezueli w baseballu należy do Federación Venezolana de Béisbol, która jest członkiem Confederación Panamericana de Béisbol. Trzykrotny mistrz świata z 1941, 1944 i 1945 roku. W rankingu IBAF zajmuje 7. miejsce.

## World Baseball Classic 2013
Na turnieju World Baseball Classic 2013 w dniach 7–10 marca, reprezentacja Wenezueli zagra w grupie C na Hiram Bithorn Stadium w San Juan z reprezentacją Dominikany, Portoryko i Hiszpanii.

## Sukcesy
- Mistrzostwa świata w baseballu mężczyzn[1]
  - Mistrz (3): 1941, 1944, 1945
  - Wicemistrz (2): 1951, 1953

- Igrzyska panamerykańskie[4]
  - Mistrz (1): 1959

- Igrzyska Ameryki Środkowej i Karaibów[4]
  - Mistrz (1): 1954

- World Baseball Classic[5]
  - 3. miejsce (1): 2009